# Аналогія (біологія)
Аналогі́чні о́ргани — органи, що розвиваються з різних вихідних зачатків, але виконують однакову функцію і тому мають більш-менш однаковий зовнішній вигляд.
При зовнішній подібності аналогічні органи мають різко відмінну будову. Так, крила у птахів розвиваються з особливого зачатка і мають скелет, а крила метеликів розвиваються з покривів тіла і позбавлені скелета. Прикладом аналогічних органів можуть бути шипи на хвості риб хвостоколів і жало членистоногих.
Колючки барбарису — видозмінені листки, а колючки глоду — видозмінені стебла.